# Lesley Gore
Lesley Gore (2. května 1946 New York – 16. února 2015 New York) byla americká zpěvačka a herečka.

## Život
Narodila se roku 1946 v Brooklynu a vyrůstala v Tenafly v New Jersey. Svou kariéru zahájila roku 1963 vydáním hitového singlu „It's My Party“. Jeho producentem byl Quincy Jones, v americké hitparádě se umístil na prvním místě a byl nominován na cenu Grammy. Později nahrála řadu úspěšných písní. Během šedesátých let vydala několik alb, během sedmdesátých již jen dvě a další vyšlo až v roce 1982. Své poslední album nazvané Ever Since vydala až po 23 letech. Zemřela na rakovinu v roce 2015 ve věku 68 let.

## Diskografie
Studiová alba
- I'll Cry If I Want to (1963)
- Lesley Gore Sings of Mixed-Up Hearts (1963)
- Boys, Boys, Boys (1964)
- Girl Talk (1964)
- My Town, My Guy & Me (1965)
- Lesley Gore Sings All About Love (1966)
- California Nights (1967)
- Someplace Else Now (1972)
- Love Me by Name (1976)
- The Canvas Can Do Miracles (1982)
- Ever Since (2005)